# August Ludwig von Nostitz
August Ludwig Ferdinand comte von Nostitz-Rieneck (né le 27 décembre 1777 à Zessel, arrondissement d'Œls et mort le 28 mai 1866 à Berlin) est un général de cavalerie prussien, adjudant général de Frédéric-Guillaume III et de 1850 à 1859 envoyé prussien à Hanovre et Oldenbourg ainsi qu'héritier de Zobten et Zyrowa. Il sauve la vie du général feld-maréchal Blücher à la bataille de Ligny.

## Biographie

### Origine
Ses parents sont Georg August Ludwig von Nostitz-Rieneck (1753-1795) et sa femme Johanna, née baronne von Reiswitz-Kaderzin et Grabowka (1756-1840). Son père est lieutenant prussien et Adjudant du lieutenant général von Werner (de) ainsi que seigneur de Zobten près de Löwenberg.

### Carrière
Nostitz est agrégé en 1802 comme sous-lieutenant dans le régiment des Gardes du Corps de l'armée prussienne. Le 19 février 1803, il est transféré avec un brevet du 17 février 1800, au nouveau 14e régiment de dragons et promu le 31 janvier 1804 premier lieutenant. Pendant son séjour à Münster, il fait la connaissance de Blücher. On dit qu'ils se sont rencontrés tous les deux en jouant aux cartes. Dans la guerre de la Quatrième Coalition, il combat dans la bataille d'Iéna, puis dans la bataille de Nordhausen avant d'être capturé lors de la capitulation de Prenzlau, mais est libéré sur parole d'honneur.
Après la guerre, Nostitz devient maître d'état-major de l'armée le 10 juillet 1809, mais démissionne le 24 février 1810. Il en profite pour voyager à travers l'Italie et la France, où il est également présenté à Napoléon à Paris. Pendant les guerres napoléoniennes il combat dans les batailles de Lützen, Bautzen, la Katzbach, Leipzig, Laon, Paris, Ligny et Waterloo. Durant cette période, il est d'abord agrégé au régiment d'uhlans silésien le 5 mars 1813, puis en mars 1813, il est déjà incorporé au régiment national de cavalerie silésien. Le 30 juin 1813, il est nommé Rittmeister de l'adjudant du général feld-maréchal Blücher. En décembre 1813, il est promu major. Il obtient la Croix de fer de 2e classe à Bautzen, l'Ordre de Saint Georges de 4e classe ainsi que la croix de fer de 1re classe le 13 avril 1814 et l'Ordre de l'Épée le 24 avril 1814.
Le 11 juillet 1815, il est promu lieutenant-colonel et reçoit la croix de chevalier de l'Ordre militaire de Marie-Thérèse. Il sauve la vie de Blücher lors de la bataille de Ligny. Le 10 décembre 1816, Nostitz reçoit l'Ordre de Saint Vladimir de 3e classe. Le 18 juin 1818, il fut promu colonel. Le 6 octobre 1819, il rejoignit le roi Frédéric-Guillaume III en tant qu'adjudant d'aile et reçoit le commandement du régiment de hussards de la Garde. Le 22 octobre 1821, il est nommé commandant de la 2e brigade de cavalerie de la Garde. Le 18 juin 1825, il est promu général de division et le 5 novembre 1828, il devient adjudant général du roi, mais reste à la tête de la 2e brigade de cavalerie de la Garde et reçoit l'ordre Pour le Mérite avec des feuilles de chêne. Il vit la guerre russo-turque de 1828 dans le quartier général du tsar Nicolas.
Du 24 septembre 1830 au 30 mars 1832, Nostitz est chef d'état-major général du gouvernement général des provinces du Bas-Rhin (de) et de Westphalie (de). Ensuite, il est de nouveau commandant de la 2e brigade de cavalerie de la Garde, jusqu'à ce qu'il soit nommé 2e commandant de Berlin le 30 mai 1835. Le 30 mars 1838, il est promu lieutenant général, mais doit abandonner son poste de commandant en second, tout en restant adjudant général du roi. Le 5 octobre 1838, il reçoit l'Ordre de l'Aigle blanc russe, ainsi que l'Ordre de l'Aigle rouge de 1re classe le 15 octobre 1840 et l'Ordre bavarois du mérite civil le 25 octobre 1842. Le 12 décembre 1842, Nostitz est agrégé au 5e régiment de hussards (de) et le 15 février 1842, il est nommé chef de régiment. En 1843, il acquiert le château de Waldstein (de) dans l'arrondissement de Glatz. Le 26 septembre 1843, il reçoitt l'Ordre Alexandre Nevski avec des diamants et le 17 octobre 1846 Grand-croix de l'Ordre d'Henri le Lion.
Le 15 mai 1848, il reçoit son congé avec pension, le 30 janvier 1849, il reçoit encore le  caractère de général de cavalerie avec la permission de porter l'uniforme du 5e régiment de hussards. À partir de 10 octobre 1850, il fut mis à disposition avec l'uniforme, pour ensuite aller en tant qu'ambassadeur prussien au Hanovre (de) jusqu'en 1859. Pendant cette période, le 18 janvier 1852, le roi le nomme chevalier de l'ordre de l'Aigle noir et le 6 novembre 1852, Nostitz reçoit le brevet de son grade.
Il décède le 28 mai 1866 à Berlin, est transféré dans son domaine de Zobten près de Löwenberg et y est enterré le 31 mai 1866.
En l'honneur du général, l'ancienne rue no 25 du plan d'aménagement (section. II) de Berlin-Kreuzberg porte déjà le nom de Nostitzstraße (de) depuis le 4 juillet 1865. Le nom est donné avant sa mort, car il est fait pour le 50e anniversaire de la bataille de Ligny et de Waterloo. Depuis le 13 décembre 1934, l'ancienne Kiesstrasse à Berlin-Lankwitz et Berlin-Lichterfelde porte également son nom.

### Famille
Nostitz se marie le 8 mai 1829 à Berlin avec la comtesse Luise von Hatzfeldt (1807-1858). Elle est la fille du lieutenant-général Franz Ludwig von Hatzfeldt et est enterrée dans le caveau de l'église Sainte-Hedwige à Berlin. Le couple a plusieurs enfants :
- Maria Pauline Johanna Amalie Mathilde (née en 1832) mariée avec Franz Grimm von Grimmenstein (1819-1892), premier lieutenant prussien, chevalier d'honneur de l'ordre souverain de Malte, fils du général Franz Christian Grimm von Grimmenstein (de)[2]
- Franziska (1833-1870) mariée en 1861 avec le comte Alexander Strachwitz von Gross-Zauche et Camminetz (1817-1866)
- Friedrich (1835-1916), major prussien marié avec Ellinor de Johnston (1868-1938)